# 埃兹沃尔
埃兹沃尔（挪威語：Eidsvoll，读音ⓘ）是挪威阿克什胡斯郡的市镇，行政中心为松讷特村。市镇面积为457平方公里，2004年人口数量为24,647人。

## 概述

### 名称
埃兹沃尔名称的前一部分来自于古諾爾斯語的，是“跨过瀑布的路”的意思。它的后半边来自古诺尔斯语的，意思是“草地”。从米约萨湖沿沃马河上行的人和沿河下行的人在这里需要通过一道瀑布。因此这个地方在基督教传播到挪威之前很久以来就已经是一个重要的聚集地了。
1918年前这个地名是以拼写的。今天在澳大利亚昆士兰州还有一个这样拼写的地方。

### 徽章
埃兹沃尔的徽章是非常新的，它是1987年11月20日授予的。上面有一个代表公正的天平。使用这个徽章的原因是在中世纪早期这里曾经有过一个法庭。

## 历史
今天埃兹沃尔这个市镇是1838年1月1日设立的。1964年1月1日一个邻近的市镇被并入。
在古老的诺尔斯纪录里埃兹沃尔就已经有提及了。在11世纪它成为挪威东部的聚集地和法庭地点，原因是因为它位于沃尔马河畔，拥有直接去往挪威北部内陆的便道。1758年在埃兹沃尔的东部发现金后曾经有过一个小小的淘金热。
1624年克里斯蒂安四世国王在这里开设了一个炼铁厂，利用当地丰富的水资源。1794年卡斯顿·安克尔买下了这个厂。当时该厂已经在走下坡路了，因为周围用来制造木炭的森林已经被砍光了。安克尔整顿了该厂，使得它的生产重新兴旺起来。他本人也迁居到埃兹沃尔。
近年来当地的主要经济是农业，虽然当地的土壤里有大量粘土。
1814年5月17日挪威国民大会在埃兹沃尔聚会并签署了挪威宪法。今天当时聚会的建筑是一座著名的博物馆。
1854年从奥斯陆到埃兹沃尔的铁路开通，这是挪威的第一条铁路。从埃兹沃尔旅客可以转乘轮船去往哈马尔、约维克和利勒哈默尔。

## 地理
许多在奥斯陆工作的人住在埃兹沃尔，除此之外当地还有农业和林业。

## 名人
- 亨利克·韦格兰德，诗人

## 友好城市
埃兹沃尔有以下这些友好城市：
- 冰岛 埃伊尔斯塔济
- 瑞典 斯卡拉市镇
- 丹麦 索勒市镇
- 芬兰 苏奥拉赫蒂（芬蘭語：Suolahti）